# Nikołaj Naumow
Nikołaj Iwanowicz Naumow (ros. Николай Иванович Наумов, ur. 28 maja 1838 w Tobolsku, zm. 22 grudnia 1901 w Tomsku) – rosyjski pisarz.

## Życiorys
Uczył się w gimnazjum, jednak przerwał naukę z powodu trudnych warunków materialnych, w 1856 wstąpił do armii i przez 4 lata był junkrem, w 1860 udał się do Petersburga z zamiarem kształcenia się, i uczęszczał na wykłady uniwersyteckie jako wolny słuchacz. W 1861 został aresztowany i na 2 miesiące uwięziony (w Twierdzy Pietropawłowskiej i w Kronsztadzie) za udział w wystąpieniach studenckich. W 1862 ponownie aresztowany pod zarzutem udziału w organizacji Ziemla i Wola i po dwóch miesiącach zwolniony. Jego debiutem literackim było opowiadanie Słuczaj iz sołdatskich żyzni opublikowane w 1859 pod pseudonimem "Korzunow" w "Wojennym Sborniku" redagowanym przez Nikołaja Czernyszewskiego. Następnie opublikował cykl Mirnyje sceny wojennogo byta (1861-1862), później w satyrycznym piśmie "Iskra" publikował opowiadania Gore obliczitielu, Iz pisem mojego prijatiela i Dobroje dieło, a w "Sowriemienniku" opowiadanie "U pieriewoza". Był związany z ruchem narodników. W 1864 wrócił na Syberię, by zapoznać się z życiem miejscowych chłopów i zacząć udzielać pomocy chłopstwu, jednak w 1865 został ponownie aresztowany. W 1869 wrócił do Petersburga, gdzie opublikował opowiadania Siła sołomu łomit (1874), W tichom omute (1881) i W zabytom kraju (1882). W zbiorze opowiadań Dieriewinskij torgasz (1871) ukazywał przemiany społeczne na syberyjskiej wsi, a w szkicu Joż (1873) i zbiorze Pautina (1880) - początek ruchów robotniczych w Rosji. W 1884 wrócił na Syberię na stałe. Brał aktywny udział w życiu kulturalnym i społecznym Syberii. Zmarł na gruźlicę.